# Kopasz tamariska
A kopasz tamariska (Tamarix aphylla) a tamariskafélék (Tamaricaceae) családjához tartozó fás szárú növényfaj. A tamariskafélék legnagyobbra megnövő faja, amely akár a 18 méteres magasságot is elérheti. Örökzöld fa, mely Észak-, Kelet- és Közép-Afrikában, a Közel-Keleten, Nyugat-Ázsiában, és Dél-Ázsiában honos.
A kopasz tamariska a száraz vidékeken vízmosások mentén nő. Jól tűri a sós, illetve a lúgos talajokat. Elterjedési területe az Egyenlítőtől kezdve, egészen az északi szélesség 35. fokáig tart, Marokkó és Algéria vidékeitől kezdve, egészen Egyiptomig, délebbre pedig Afrika szarván (Szomálián) keresztül, Kenyáig tart. Megtalálható a Közel-Keleten és az Arab-félszigeten, keleti irányban pedig Irán, India, Pakisztán és Afganisztán alkotják természetes élőhelyeit.
Keskeny levelei sót választanak ki, amely réteget képez a növény felületén, majd cseppekké áll össze és lehullik. Magokkal szaporodik, de képes sarjhajtásokból is újra kifejlődni.
Régóta használják mezőgazdasági területeken szélfogóként, illetve árnyékoló növényként.

## Fordítás
Ez a szócikk részben vagy egészben  a   Tamarix aphylla című angol Wikipédia-szócikk ezen változatának fordításán alapul.  Az eredeti cikk szerkesztőit annak laptörténete sorolja fel. Ez a jelzés csupán a megfogalmazás eredetét és a szerzői jogokat jelzi, nem szolgál a cikkben szereplő információk forrásmegjelöléseként.